# Revolution von oben
Revolution von oben ist ein Begriff der Geschichtswissenschaft, der im 19. Jahrhundert häufig benutzt, aber nicht definiert wurde. Entsprechend weitgreifend sind moderne Beschreibungen. Er beschreibt einerseits grundlegende Reformen seitens der Herrschenden, die eine von ihnen befürchtete Revolution abwenden sollen, andererseits fundamentale Veränderungen der politisch-sozialen Bauform (Michael Stürmer, 1975), die unter staatlicher Lenkung, aber ohne tragende Massenbewegung vonstattengeht. Ziel der Revolution von oben ist der Machterhalt der alten Machtelite.
Eine Revolution von oben ist keine klassische Revolution. Das Staats-Lexikon stellte 1865 aus juristischen Gründen in Abrede, dass Handlungen des Monarchen als Souverän überhaupt revolutionär genannt werden können. Es bleibt nach Proudhon eine diktatorische oder despotische Handlung.
Revolutionen von oben haben sich nach der weiten Definition in der deutschen Geschichte häufig ereignet.

## Herkunft des Begriffs
Bereits 1796, noch während der französischen Revolution, gab es in der freien Reichsstadt Dortmund die Vorstellung, dass eine Revolution von oben besser sei als eine Revolution von unten, weil das Volk sonst wegwirft, was noch gut zu gebrauchen wäre. Der Begriff war zu Beginn also positiv konnotiert. Das änderte sich, als auch Revolutionäre von unten den Begriff gebrauchten. Im 19. Jahrhundert gab es den Begriff in vielen hunderten Zeitungen und Büchern. Der Begriff fand Eingang in 27 Enzyklopädien und Wörterbücher, aber keine schuf ein Schlagwort, um ihn zu beschreiben oder zu definieren.
Der Begriff findet sich auch in den Werken von Friedrich Schlegel, Pierre-Joseph Proudhon und Friedrich Engels.
In den 1970er Jahren wurde der Begriff von der deutschen Geschichtswissenschaft aufgegriffen. Dies gilt insbesondere für Hans-Ulrich Wehler, Ernst Engelberg und Michael Stürmer.

## Autokratie vs. Demokratie

### Autokratie
1850 beschrieb Pierre-Joseph Proudhon die Revolution von oben in einer Monarchie:

„Die Revolution; von oben geschieht nun aber, wie ich später begründen werde, durch den guten Willen eines Fürsten, durch die Willkür eines Ministers, durch das Umhertappen einer Versammlung, durch die Gewaltthätigkeit eines Klubs. Es ist die Revolution durch Diktatur und Despotismus.“

Die Aussage lässt sich leicht auf Diktaturen übertragen.

### Demokratie
In Demokratien sind Parlament und Regierung von unten legitimiert. Auch bei großen Umwälzungen, die viele oder alle Menschen im Staat betreffen, wie die Deutsche Wiedervereinigung von 1990 oder der Stopp des Klimawandels gibt es nur zwei Zustände.
- Die Umwälzung erhält die Zustimmung der Mehrheit der Wählerschaft, dann wäre sie nicht nur formal, sondern auch inhaltlich von unten legitimiert. Es wäre keine Revolution von oben.
- Die Umwälzung erhält keine Zustimmung der Wählerschaft. Dann ist der Souverän frei, eine neue Regierung zu wählen, die die Umwälzung korrigiert oder rückgängig macht. Die Umwälzung hätte keinen Bestand. Auch das Ziel des Machterhalts würde nicht erreicht. Das ist schon gar keine Revolution von oben.

Eine „Revolution durch Diktatur und Despotismus“ kann es in demokratischen Staaten erst nach Abschaffung der Demokratie durch Staatsstreich oder Putsch geben. Das geschah bspw. beim Übergang von der Weimarer Republik zur NS-Diktatur.

## Revolutionen von oben in der deutschen Geschichte
- Aufgeklärter Absolutismus in Preußen[11]
- Allgemeines Landrecht für die Preußischen Staaten, 1794
- Preußische Reformen[12] („Bauernbefreiung“, Städteordnung usf.), 1807/1812. Hardenberg selbst bezeichnete die Reformen als Revolution von oben,
- Oktroyierte Verfassung in Preußen, 1850/1
- Norddeutscher Bund[13], 1866/67
- Reichsgründung[14], 1871
- Bismarcks Sozialgesetzgebung, 1883–85
- Parlamentarisierungserlass und Übergang zur Weimarer Republik („Bündnisse“), 1918
- Präsidialkabinette, 1930–33
- Faschistische Herrschaft als „Verselbständigung der Exekutive“, 1933–45
- Entstehung der Bundesrepublik Deutschland und der Deutschen Demokratischen Republik, 1945–49

## Revolutionen von oben in der sowjetischen Geschichte
- Holodomor - Stalin ließ 1932 gezielt und absichtlich Millionen Menschen verhungern.[15]
- im Rahmen der Entstalinisierung versuchten Chruschtschow und andere Funktionäre der KPdSU, durch den Stalinismus entstandene Strukturen aufzuweichen oder aufzubrechen (siehe auch Tauwetter-Periode)
- Glasnost und Perestroika, eingeleitet durch Michail Gorbatschow